# Cristian Dájome
Cristian Andrés Dájome Arboleda (Bogotá, 3 de enero de 1994) es un futbolista colombiano que juega como delantero o extremo. Actualmente milita en el Club Santos Laguna de la Primera División de México.

## Estadísticas

### Clubes
| Bogotá FC · Colombia              | 2.ª           | 2013          | 19  | 1  | 5  | 1 | —  | — | 24  | 2  |
| Bogotá FC · Colombia              | 2.ª           | 2014          | 32  | 11 | 9  | 1 | —  | — | 41  | 12 |
| Bogotá FC · Colombia              | 2.ª           | 2015          | 14  | 3  | 5  | 3 | —  | — | 19  | 6  |
| Bogotá FC · Colombia              | Total club    | Total club    | 65  | 15 | 19 | 5 | 0  | 0 | 84  | 20 |
| Cúcuta Deportivo · Colombia       | 1.ª           | 2015          | 17  | 4  | 0  | 0 | —  | — | 17  | 4  |
| Cúcuta Deportivo · Colombia       | Total club    | Total club    | 17  | 4  | 0  | 0 | 0  | 0 | 17  | 4  |
| Deportes Tolima · Colombia        | 1.ª           | 2016          | 16  | 2  | 4  | 1 | —  | — | 20  | 3  |
| Deportes Tolima · Colombia        | Total club    | Total club    | 16  | 2  | 4  | 1 | 0  | 0 | 20  | 3  |
| Atlético Nacional · Colombia      | 1.ª           | 2016          | 17  | 3  | 4  | 0 | 2  | 0 | 23  | 3  |
| Atlético Nacional · Colombia      | 1.ª           | 2017          | 11  | 2  | 0  | 0 | 2  | 0 | 13  | 2  |
| Atlético Nacional · Colombia      | Total club    | Total club    | 28  | 5  | 4  | 0 | 4  | 0 | 36  | 5  |
| Deportivo Pasto · Colombia        | 1.ª           | 2017          | 14  | 2  | 1  | 0 | —  | — | 15  | 2  |
| Deportivo Pasto · Colombia        | Total club    | Total club    | 14  | 2  | 1  | 0 | 0  | 0 | 15  | 2  |
| America de Cali · Colombia        | 1.ª           | 2018          | 33  | 4  | 0  | 0 | 2  | 0 | 35  | 4  |
| America de Cali · Colombia        | Total club    | Total club    | 33  | 4  | 0  | 0 | 2  | 0 | 35  | 4  |
| Independiente del Valle · Ecuador | 1ª            | 2019          | 27  | 5  | 0  | 0 | 11 | 4 | 38  | 9  |
| Independiente del Valle · Ecuador | Total club    | Total club    | 27  | 5  | 0  | 0 | 11 | 4 | 38  | 9  |
| Total carrera                     | Total carrera | Total carrera | 200 | 7  | 28 | 6 | 17 | 4 | 245 | 46 |
| 1. 2. 3.                          |               |               |     |    |    |   |    |   |     |    |

## Palmarés

### Títulos nacionales
| Título                          | Club                | País     | Año  |
| ------------------------------- | ------------------- | -------- | ---- |
| Copa Colombia                   | Atlético Nacional   | Colombia | 2016 |
| Torneo Apertura                 | Atlético Nacional   | Colombia | 2017 |
| Campeonato Canadiense de Fútbol | Vancouver Whitecaps | Canadá   | 2022 |

### Títulos internacionales
| Título              | Club                    | Sede     | Año  |
| ------------------- | ----------------------- | -------- | ---- |
| Copa Libertadores   | Atlético Nacional       | Medellín | 2016 |
| Recopa Sudamericana | Atlético Nacional       | Medellín | 2017 |
| Copa Sudamericana   | Independiente del Valle | Asunción | 2019 |